# Geltar

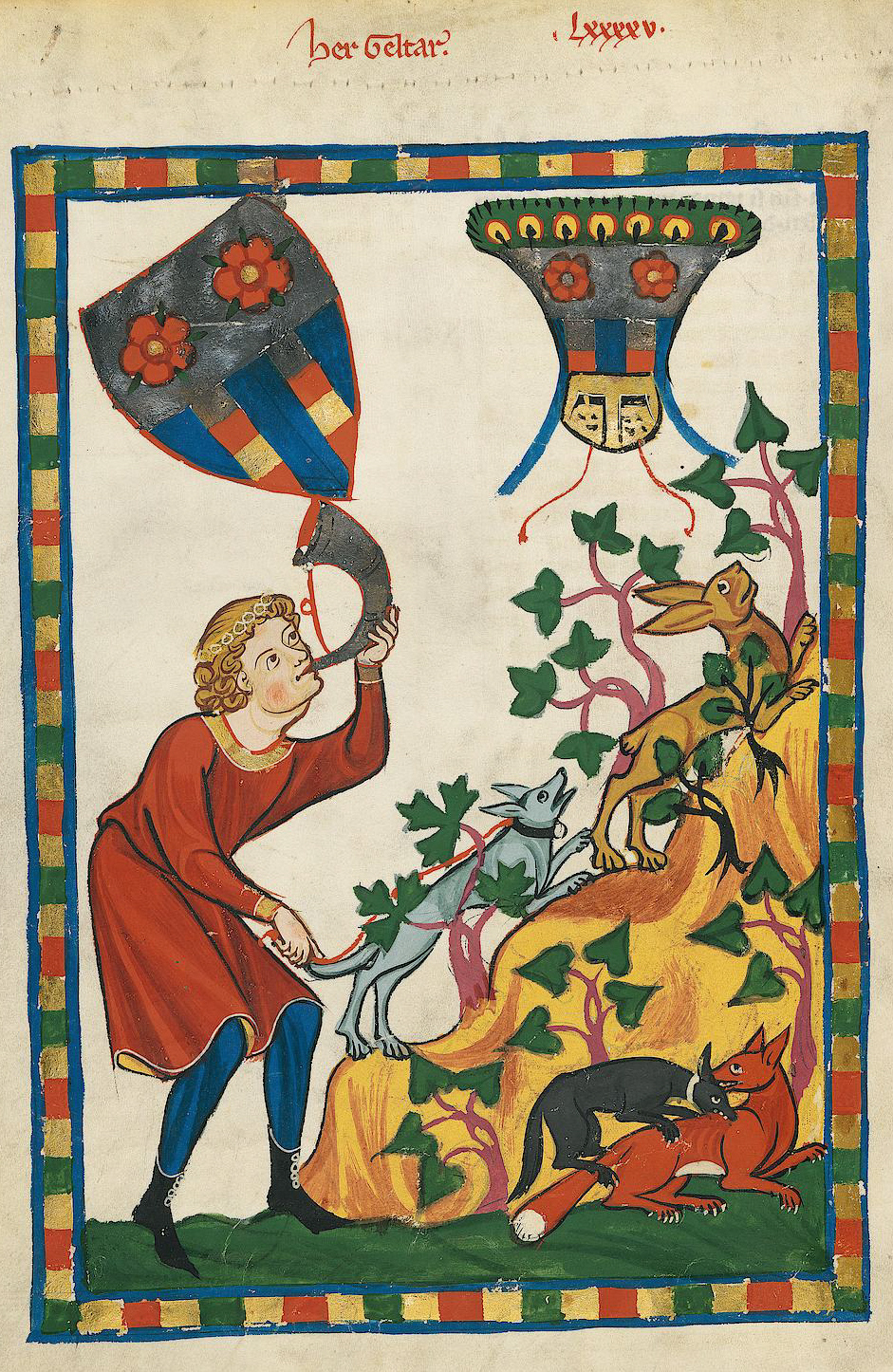
Codex Manesse, Herr Geltar

„Herr Geltar“ ist der Name eines Minnesängers und fahrenden Sängers unbekannter Herkunft und Biographie, der bis um die Mitte des 13. Jahrhunderts lebte. 

## Leben
Auf Grund der Erwähnung der Herren von Mergestorf, dem heutigen niederösterreichischen Merkersdorf, in einem seiner Gedichte könnte eine Beziehung zu diesem geographischen Raum bestanden haben.

## Werke
In der Großen Heidelberger Liederhandschrift (Codex Manesse) ist er auf Blatt 320 aufgeführt. Seine Werke aus der Spätzeit dieser Kunstform stehen in der Tradition des Neidhart von Reuenthal. Es handelt sich dabei manchmal um recht derbe Verse, die mit den Mitteln des Minnesangs dessen Abgehobenheit und Weltfremdheit parodieren.